# Sebrechtspark

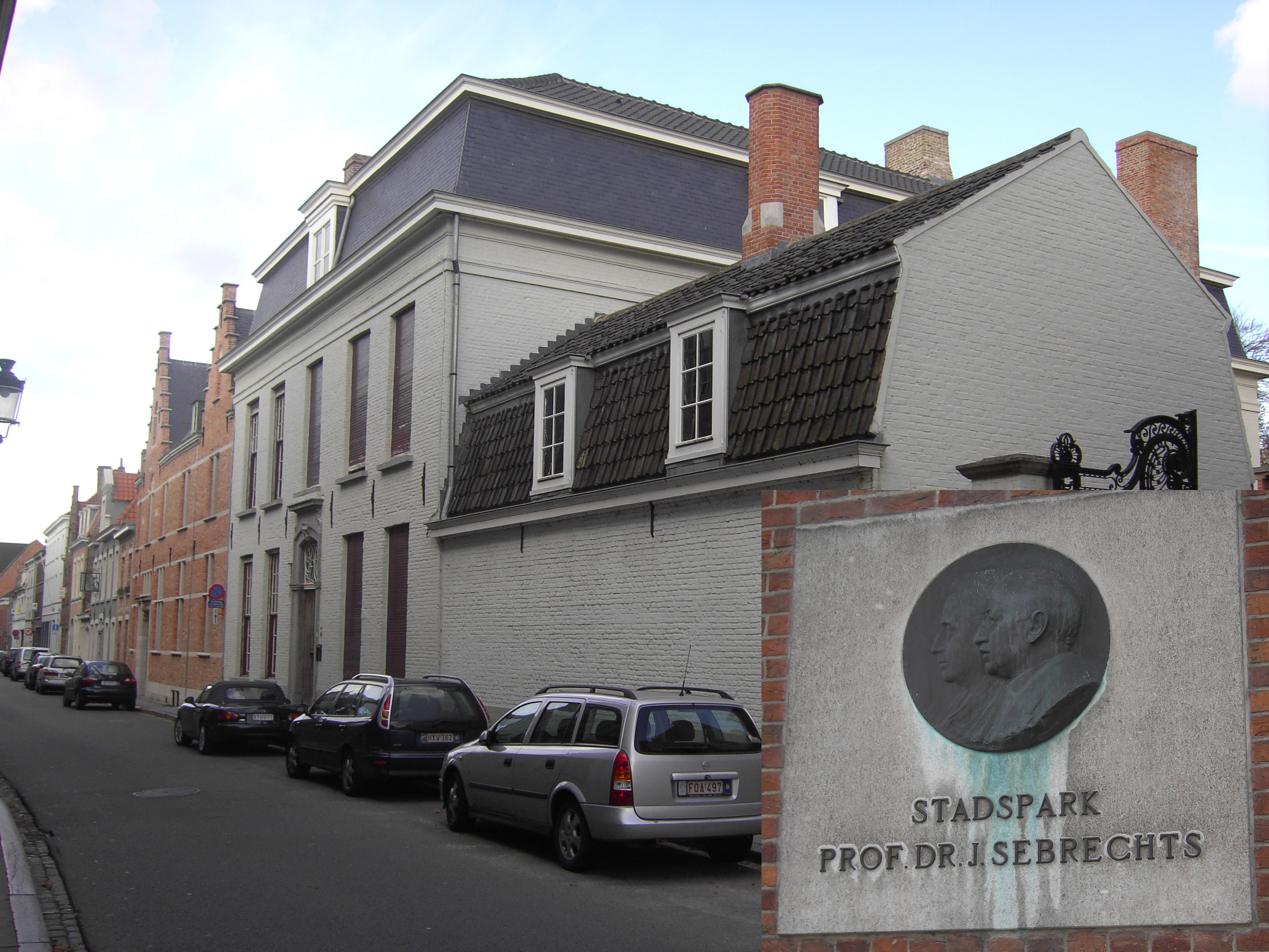
De woning van Joseph Sebrechts. De gedenkplaat werd gemaakt door de Brugse kunstenaar Octave Rotsaert.

Het Professor Dr. J. Sebrechtspark is een publiek park in Brugge.

## Kloostertuin
Dit park, gelegen tussen de Oude Zak, de Leeuwstraat, de Speelmansrei en de Beenhouwersstraat, was in de 15de eeuw de moestuin van het klooster van de grauwzusters van Sint-Elisabeth. Door het decreet van keizer Jozef II van 1783 werd hun klooster in 1784 gesloten. De gebouwen en terreinen werden openbaar verkocht en aangekocht door leden van de veehandelaarsfamilie Van Severen. Op het plan van deze eigendommen valt vooral de omvangrijke "lusthof" op, alsook het Smoutstraatje dat toen nog van de Oude Zak tot in de Beenhouwersstraat liep, maar dat later bij de tuin ingelijfd werd.

## Gilliodts en Sebrechts
Op het einde van de 19e eeuw was stadsarchivaris Louis Gilliodts-Van Severen de bewoner van dat eigendom. De parkaanleg dateert uit zijn tijd. In 1907 werd naar een ontwerp van Louis Delacenserie de monumentale poort gebouwd die vanuit de Oude Zak toegang geeft tot het park.
In 1928 werden tuin en huis aangekocht door de Brugse chirurg Joseph Sebrechts. In de binnenhof liet hij een merkwaardige fruittuin aanleggen en in de moestuin kweekte hij – uitzonderlijk voor die tijd – witloof en meloenen. Druiven rijpten er in een drietal opgewarmde serres. In de siertuin legde hij kleurrijke bloemmozaïeken aan.

## Staat en stad
In 1958, 10 jaar na het overlijden van professor Sebrechts, werd de eigendom aan de staat verkocht, die er de diensten van het Ministerie van Financiën in huisvestte. De waardering voor de tuin was blijkbaar niet bijzonder groot, want spoedig werden er plannen ontworpen om er een groot administratief centrum te verwezenlijken. Jarenlange discussies tussen de plannenmakers hebben de realisatie daarvan verhinderd.
In 1980 kwamen de tuin en de gebouwen via een ruilpakket met de staat in handen van de stad Brugge. Vanaf mei 1981 werden uitgebreide opschikkingswerkzaamheden uitgevoerd. De siertuin behield zijn karakter en de moestuin werd omgevormd tot een stukje groen volgens de heersende mode.